# Bunker Ni9

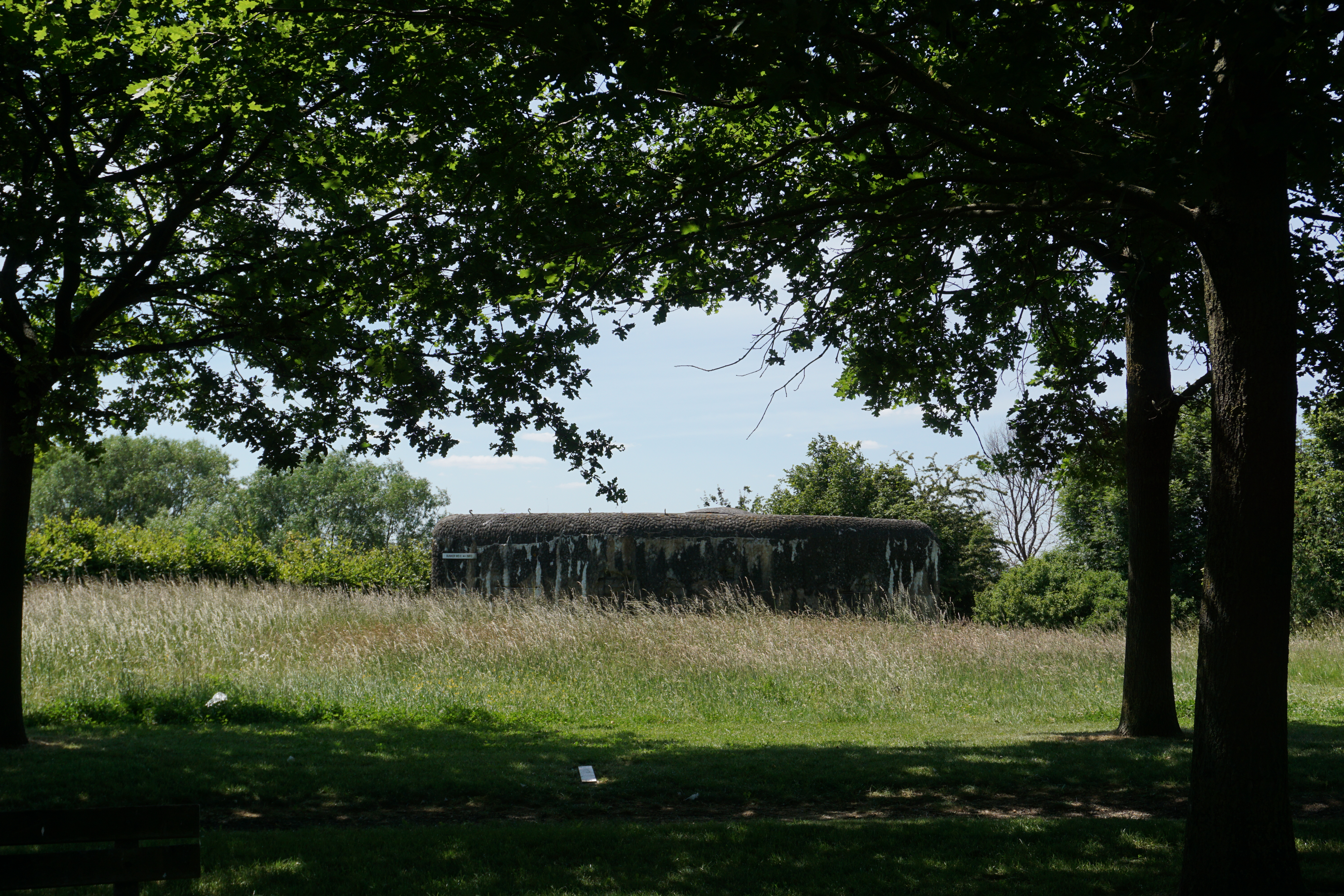
Algemeen zicht op bunker Ni9

Bunker Ni9 is een bunker daterend uit 1939 gelegen te Pamel (Roosdaal) en is onderdeel van de zuidelijke aftakking van de KW-linie,  meer bepaald van de aftakking Ninove-Waver.

## Context
De bunker Ni9, maakt samen met bunkers Ni6, Ni7 en Ni8  deel uit van het eindpunt van de zuidelijke aftakking van de zogenaamde IJzeren Muur die in het voorjaar van 1939 in opdracht van de Belgische staat werd gebouwd ter verdediging van Brussel. Deze linie, aangelegd om het neutraliteitsprincipe van België aan de vooravond van Wereldoorlog Twee kracht bij te zetten tegenover Duitsland, heeft echter nooit dienstgedaan.
Voor de constructie van deze bunker werd P.V.B.A. Société Familiale de Kerckhove-Borluut onteigend en 3 aren en doorgangsrecht van 2 m breedte en 14 m lengte werd toegekend (akte 7 maart 1939).

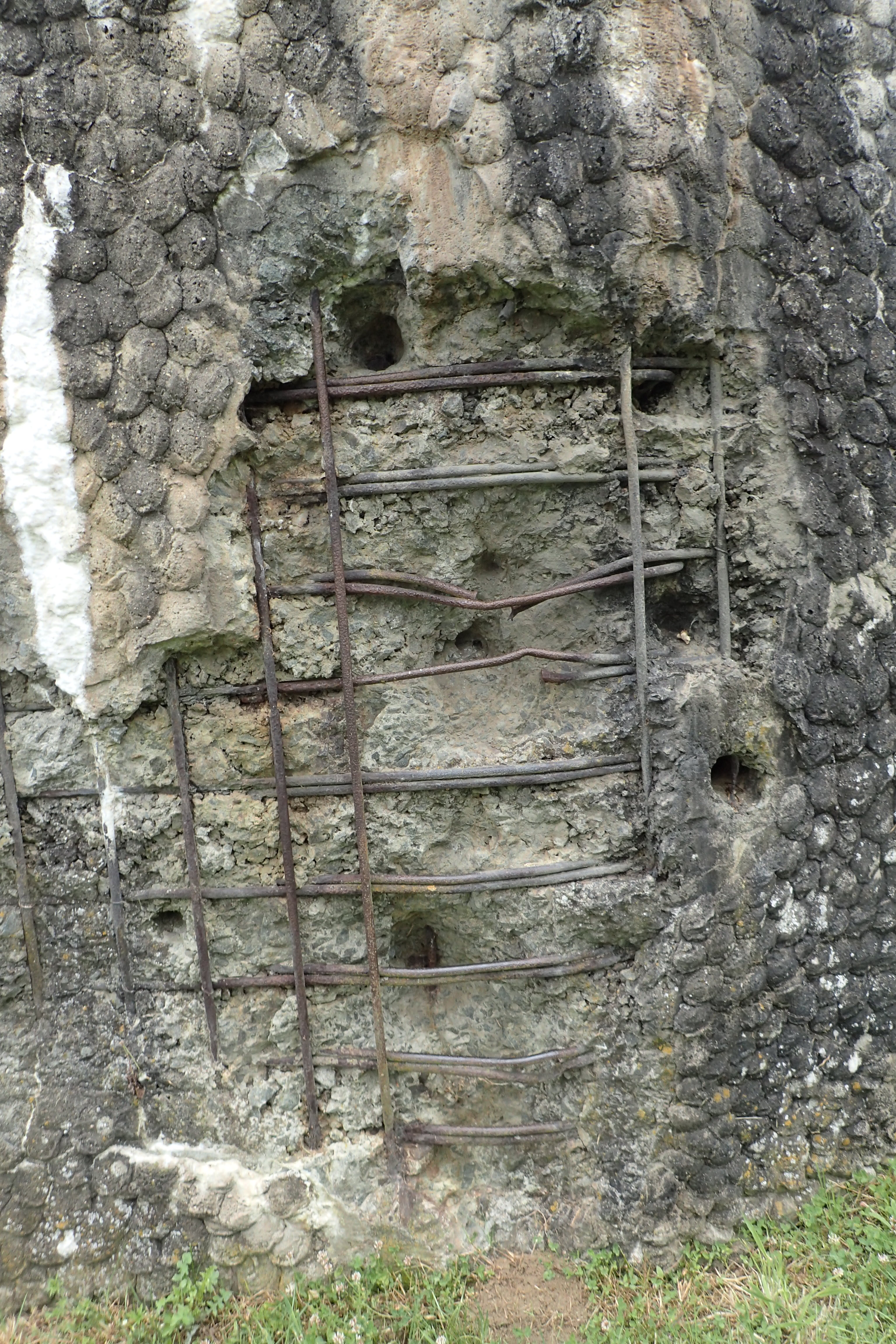
Beeld van de granaatinslagen op de constructie

De constructie werd in het voorjaar van 1940 voltooid. Bij de inval van de Duitse troepen is dit de enige bunker van de aftakking die bestookt werd. Tijdens de nacht van 18 naar 19 mei liep de constructie 17 inslagen op. 
Al snel na de inval van het Duitse leger in mei 1940 werd de constructie net zoals de andere bunkers dicht gemetst en de overige delen van de linie (waaronder de cointetelementen) hergebruikt.
Enkel bunker Ni9 werd na de oorlog nog gebruikt. In het midden van de jaren vijftig had George van Vaerenbergh van het leger de opdracht gekregen de dichtgemetselde ingang, 3 bakstenen dik, open te kappen en er een metalen deur te installeren alsook een ontsnappingspijp. In die periode werd ook tot dicht bij die bunker een telefoonlijn aangelegd. Volgens auteur Herman van Herrewegen werd deze gebruikt om laag overvliegende straaljagers, die dus niet door de radar waargenomen konden worden, het type, de richting en de geschatte snelheid telefonisch door te geven. 
Na de oorlog werd in 1979 (13 augustus) de bunker overgedragen door het Ministerie van Landsverdediging aan het Ministerie van Financiën, directie der registratie en domeinen.

### Ligging
De bunker Ni9 is meest oostelijk gelegen bunker van de 4 bunkers gelegen op Pamels grondgebied. De bunker bevindt zich op enkele meter van de Lange Kamstraat, een rustige baan tussen velden en weiden, die van het oude naar het nieuwe Pamelse dorpscentrum loopt. De bunker ligt vandaag op de zogenaamde "Bunkerweide".

## Beschrijving

### Constructie

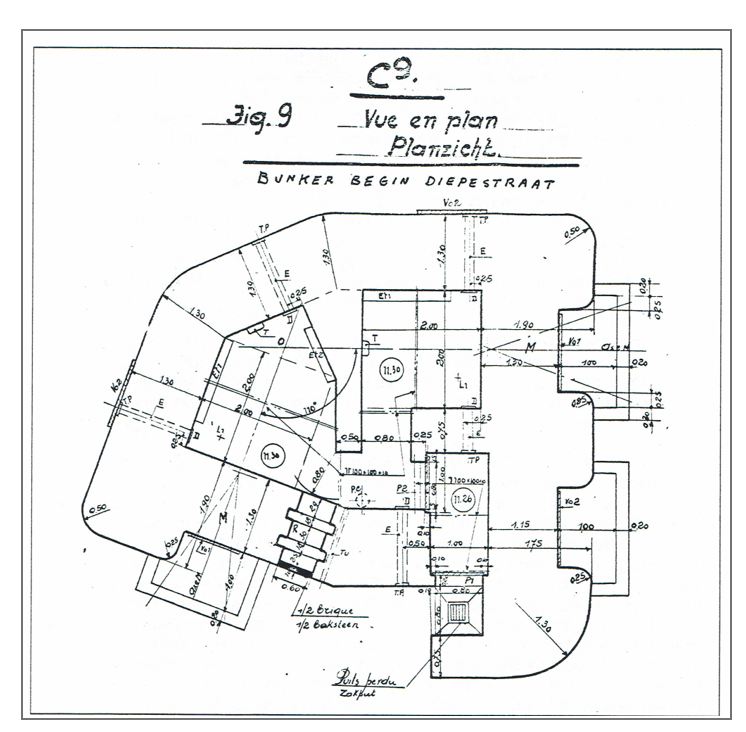
Plan van de bunker (Herman Van Herreweghe)

Bunker Ni7 is een type 1 bunker  (het kleinere type) en was in staat om granaatinslagen van het type 150 mm te weerstaan. De muren en het dak zijn 1,30 meter dik en de funderingen van de constructie zijn 2 meter diep.
Om de bunker aan het zicht van de vijand te onttrekken in het landschap werd de buitenzijde bekleed met cementen noppen, zogenaamde "eitjes" of Tiroler "tepeltjes" die in stroken van zwart en groen geschilderd werden. Hierdoor droegen ze bij tot de illusie van gebladerte.  Het dak van de bunker zelf werd bekleed met een camouflagenet, dat met de 16 haken werd vastgemaakt.
De toegang tot de bunker bevindt zicht in  het noorden achter een schermmuur. De overige muurpartijen zijn opengewerkt door één schietgat in een nis voor het opstellen van een mitrailleur in het oosten, één schietgat in een nis in het westen, één schietgat gelijk met de buitenwand in het zuiden, één vals schietgat in een nis en één vals schietgat gelijk met de buitenwand.

### Bewapening
Bunker Ni9 was uitgerust met 2 zware machinegeweren van het type "Maxim". De zware Maxim-mitrailleur was een automatisch wapen dat steunde op een sledeaffuit en een spilsteun. De loop kon lichtjes overlangs bewegen hetgeen het aanvoeren van de patronen mogelijk maakte terwijl door de terugloop van het kulasmechanisme het laden automatisch geschiedde. Men kon er schot voor schot en onafgebroken automatisch - 400 schoten per minuut - mee vuren. Dit wapen werkte met waterkoeling (4 liter). Bij vorst moest er glycerine aan toegevoegd worden. Het had een lengte van 1,200m, woog, met water, 21kg 650 en had een laadband van 250 patronen van kaliber 7.65 mm.

### Bezetting
De bezetting van een kleine bunker bestond uit 7 man: een sergeant (de sectieoverste), 2 korporaals en 4 soldaten, dus 3 man per mitrailleur: een chef, een schutter en een lader en de sectiechef, gewoonlijk een sergeant. Overdag, in vredestijd, bleven er 3 manschappen binnen en 3 buiten in de loopgrachten. 's Nachts waren er steeds 3 van wacht: 1 binnen en 2 buiten.

## De bunker als erfgoed
De erfgoedwaarde van de bunker werd in 2019 formeel vastgesteld en de constructie is sindsdien ook opgenomen op de inventaris van bouwkundig erfgoed in Vlaams Brabant.

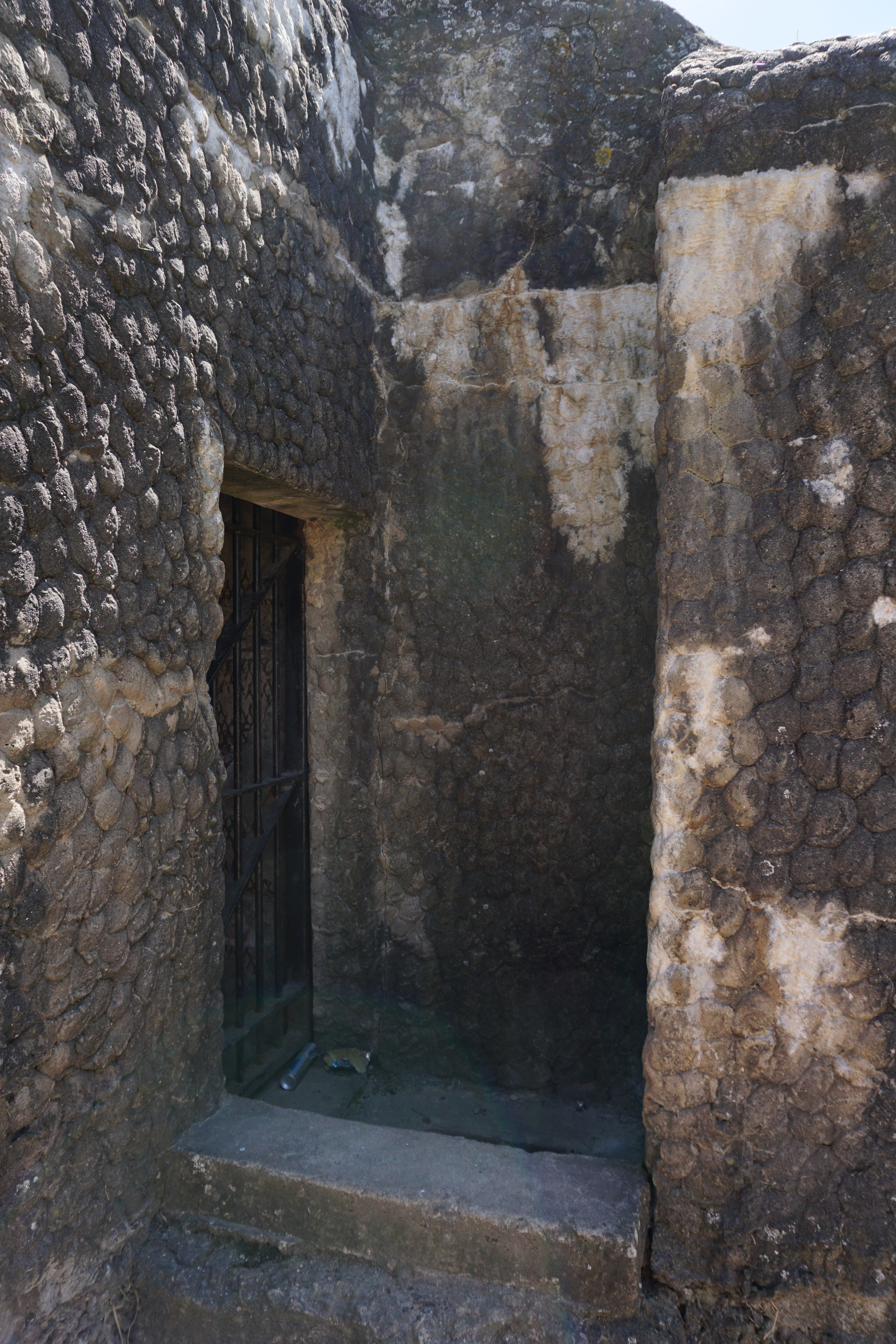
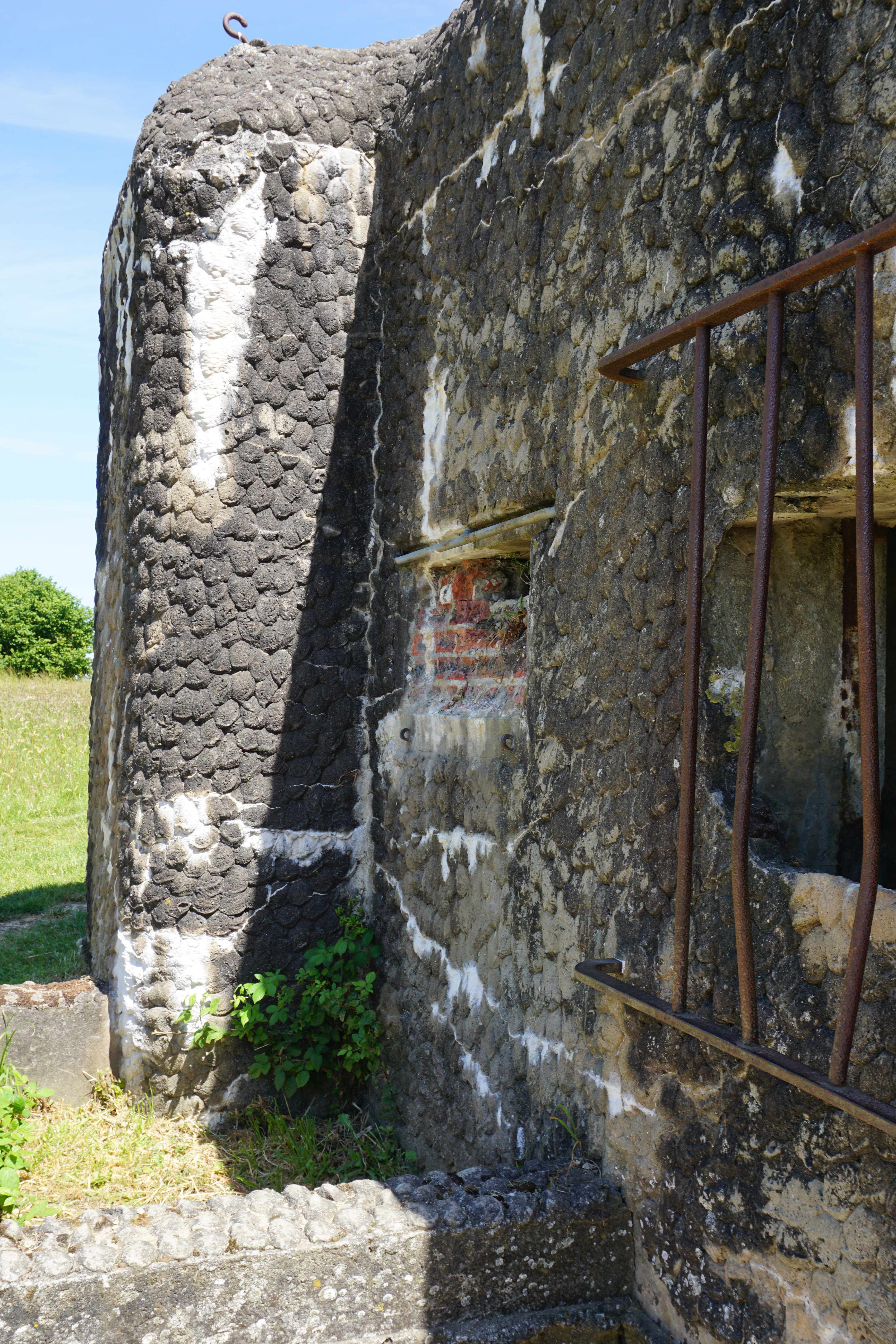
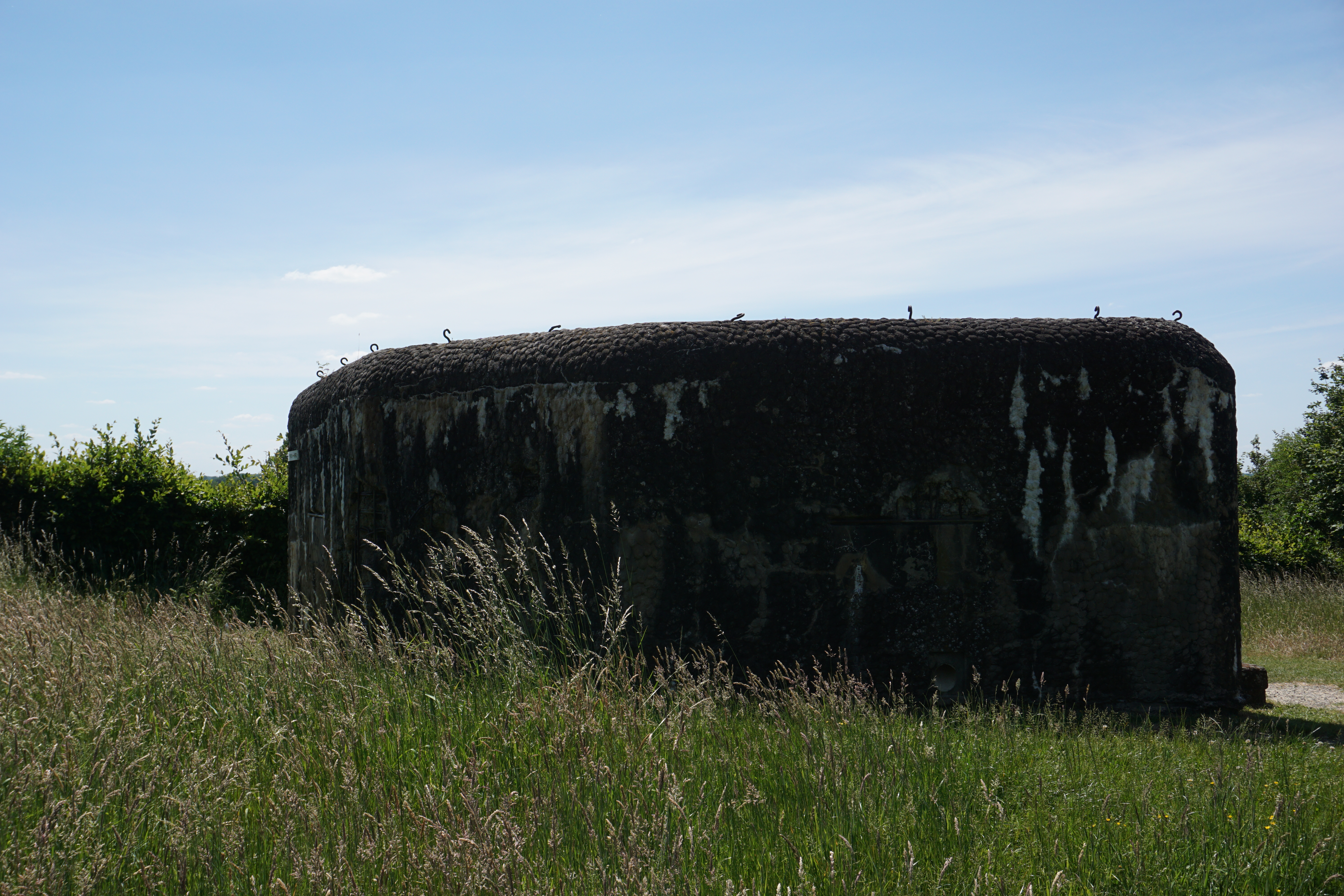
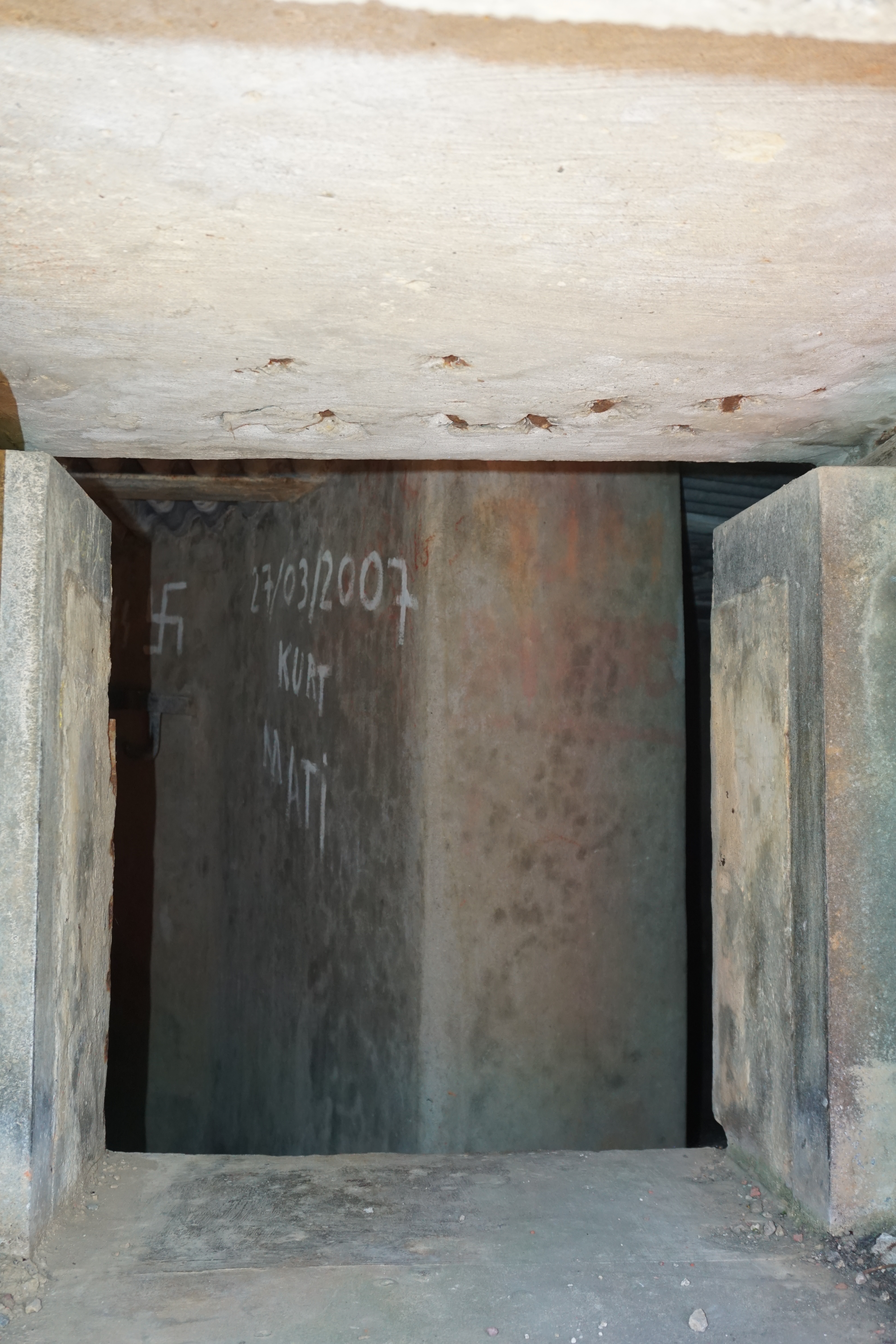
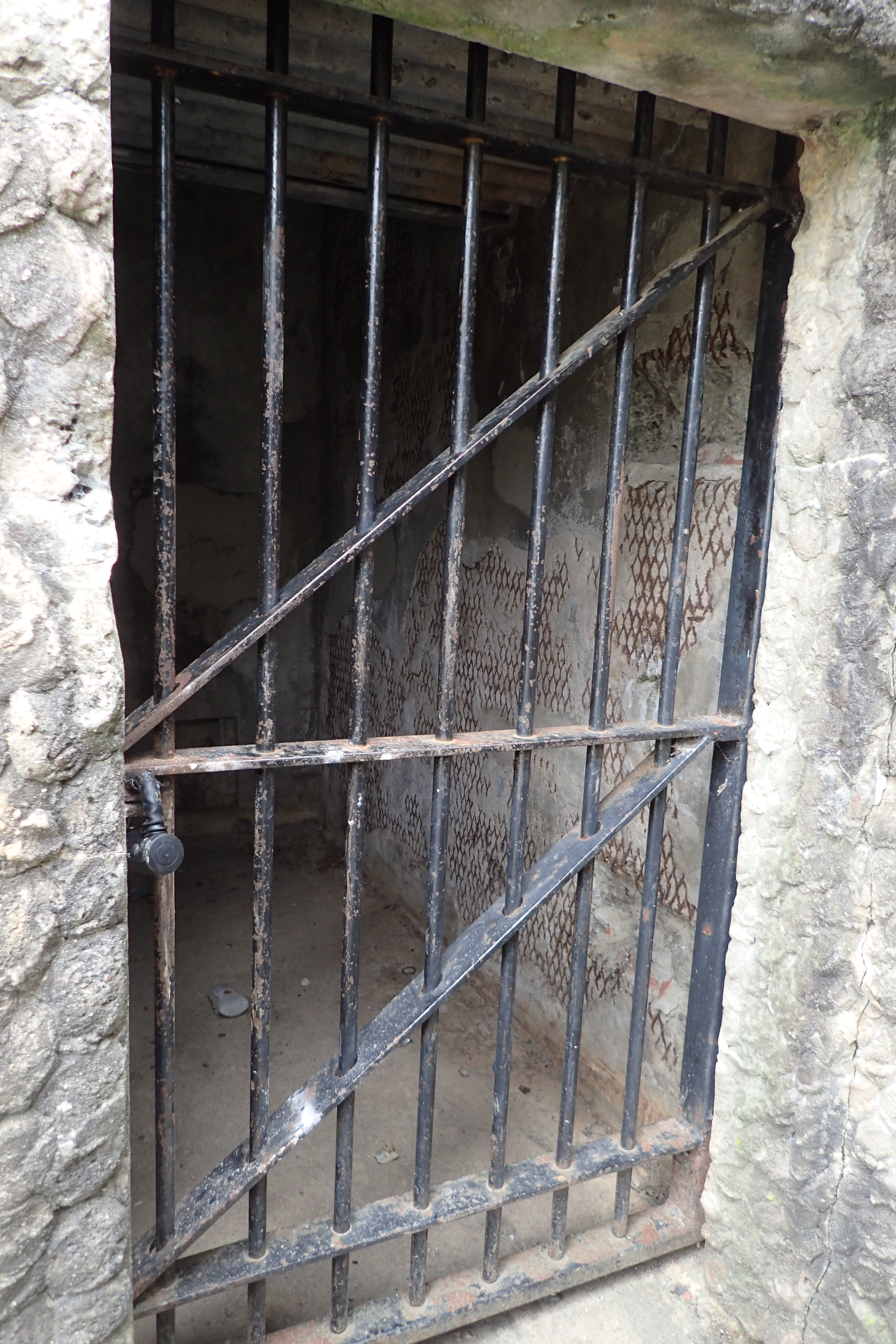
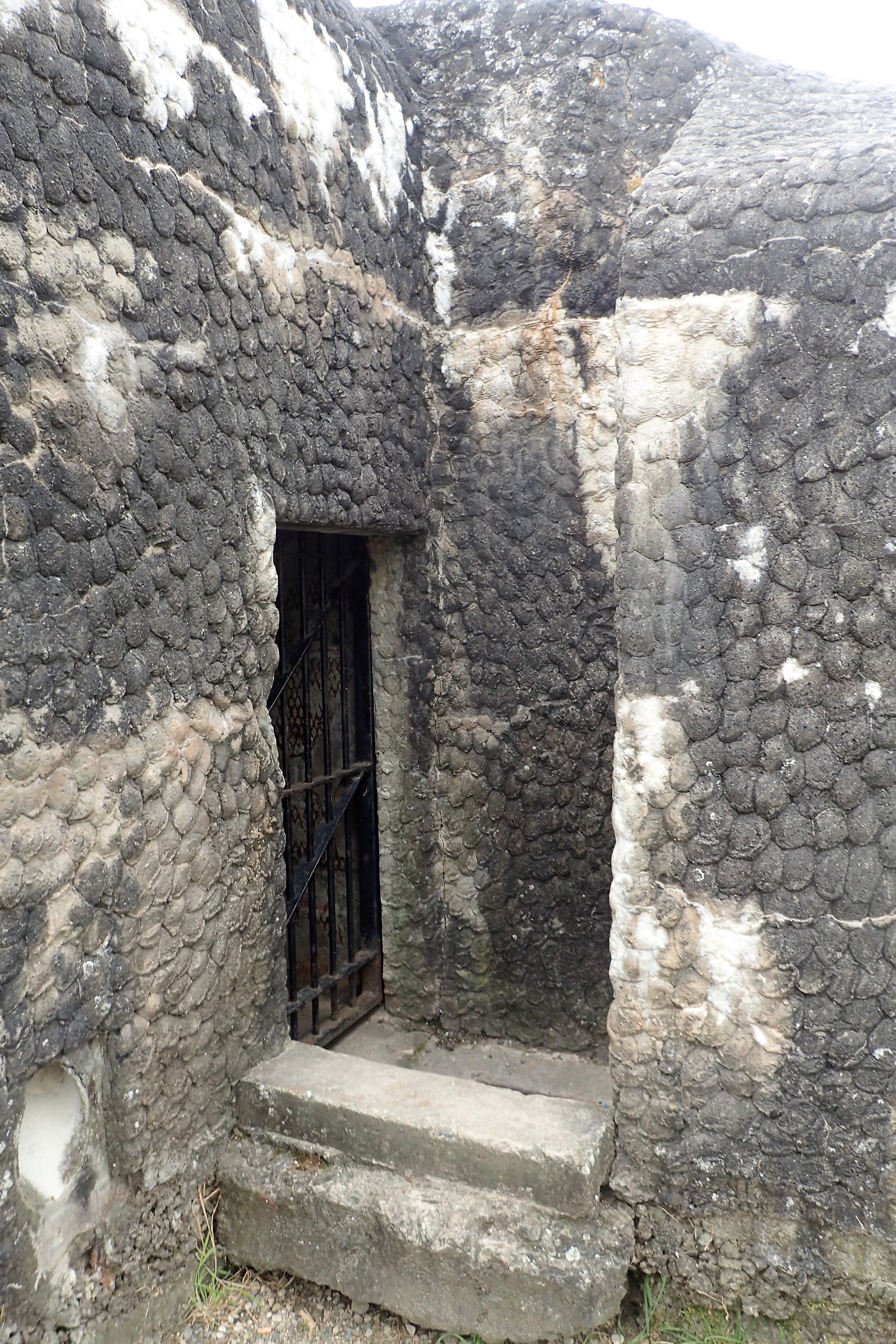
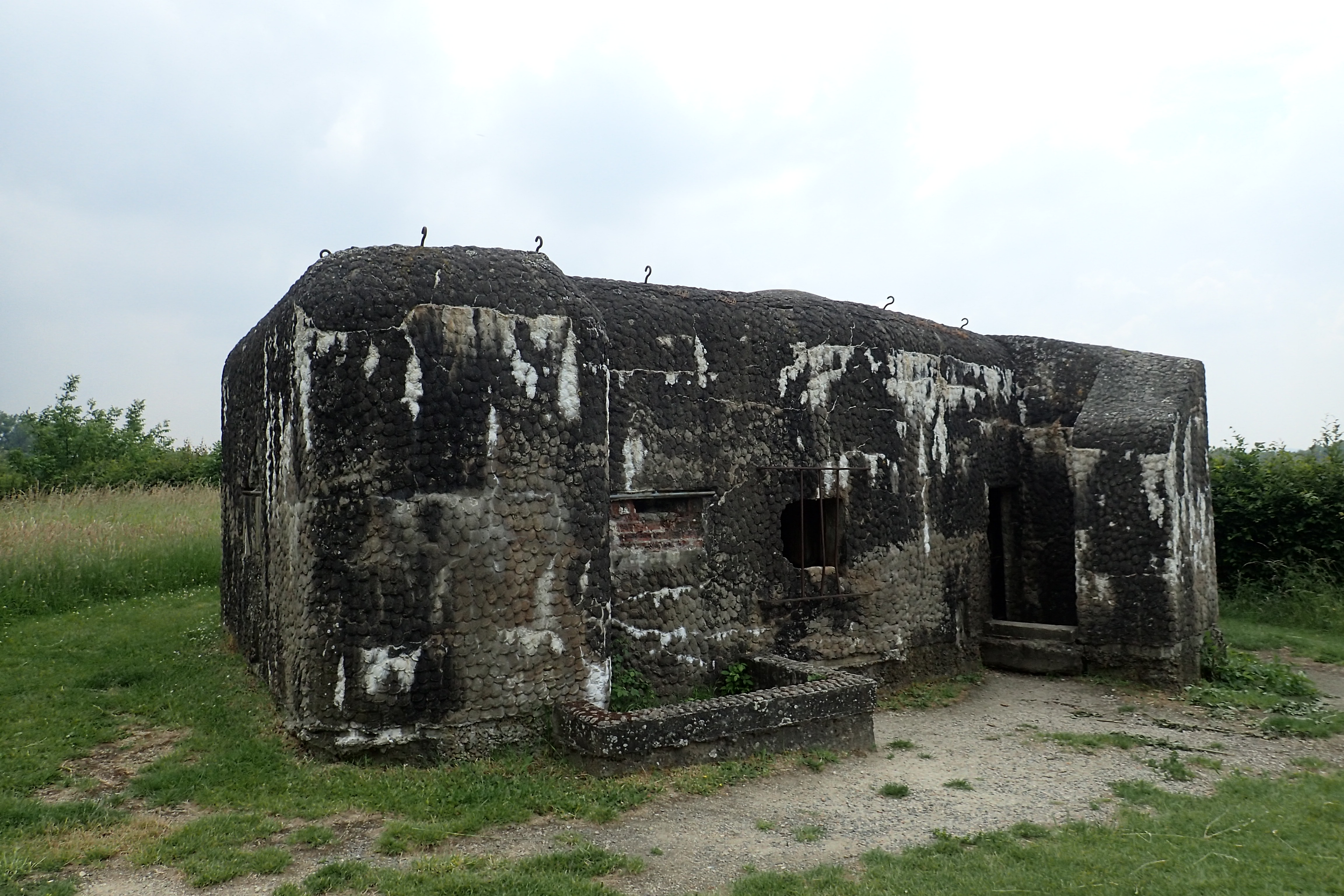
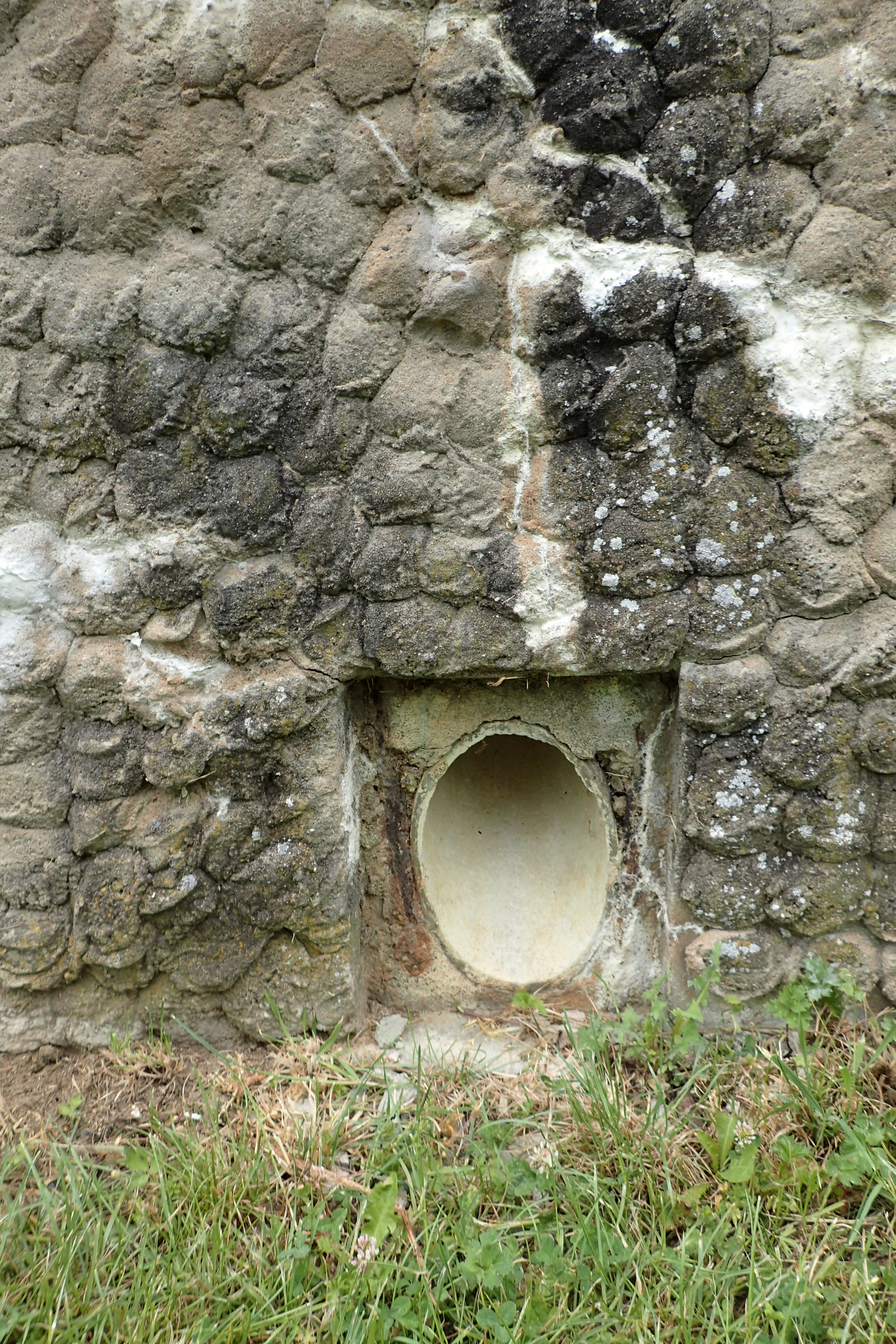
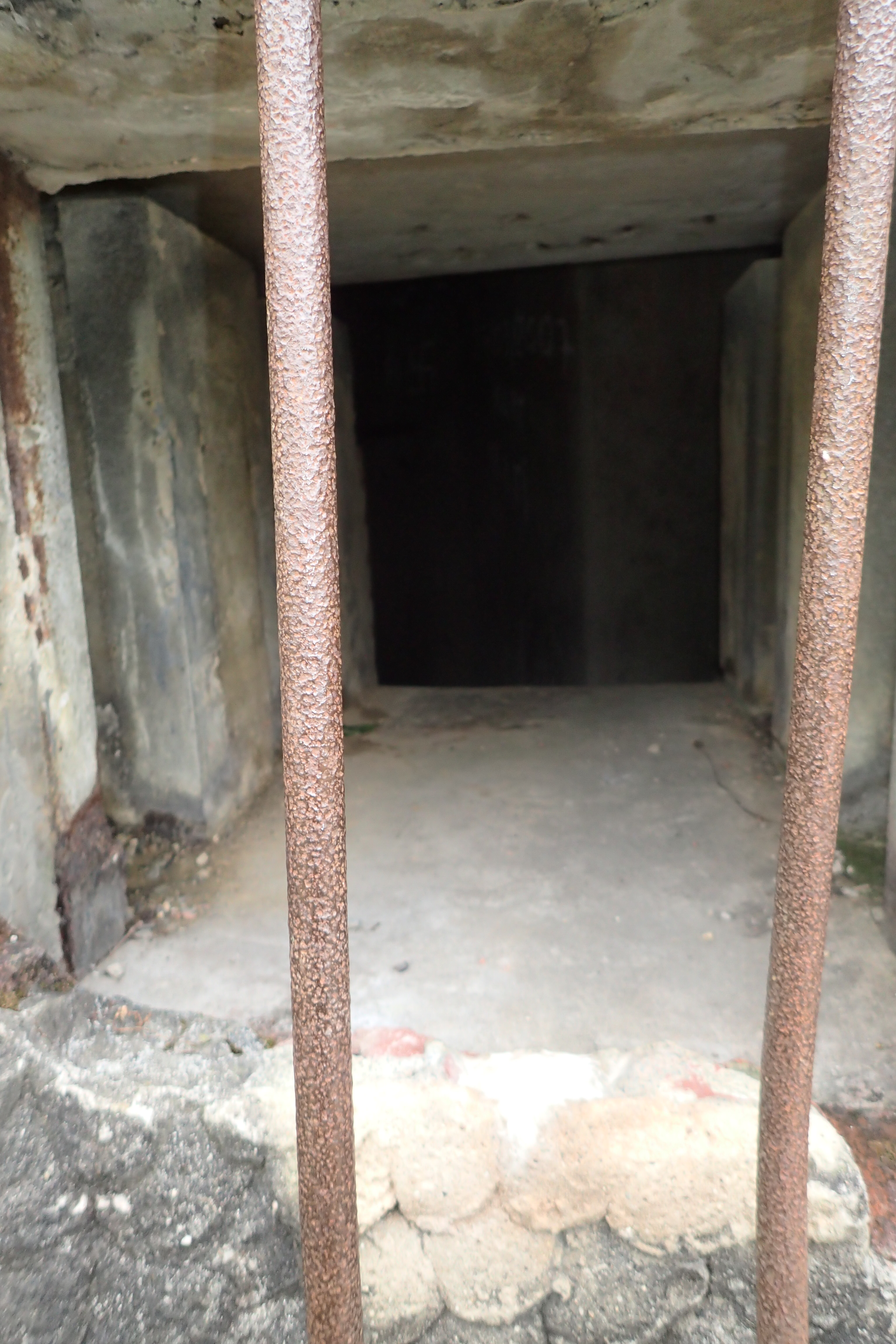
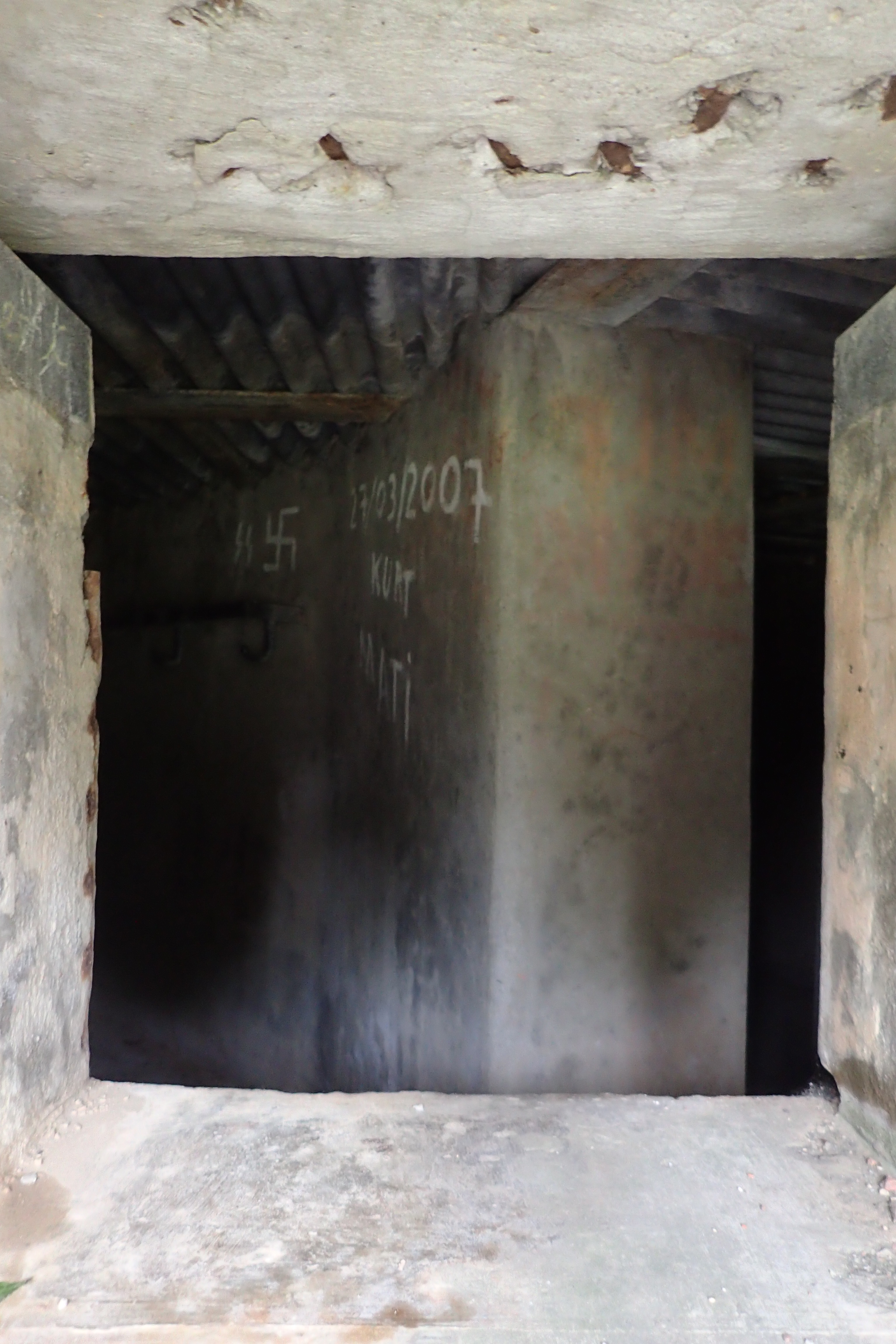
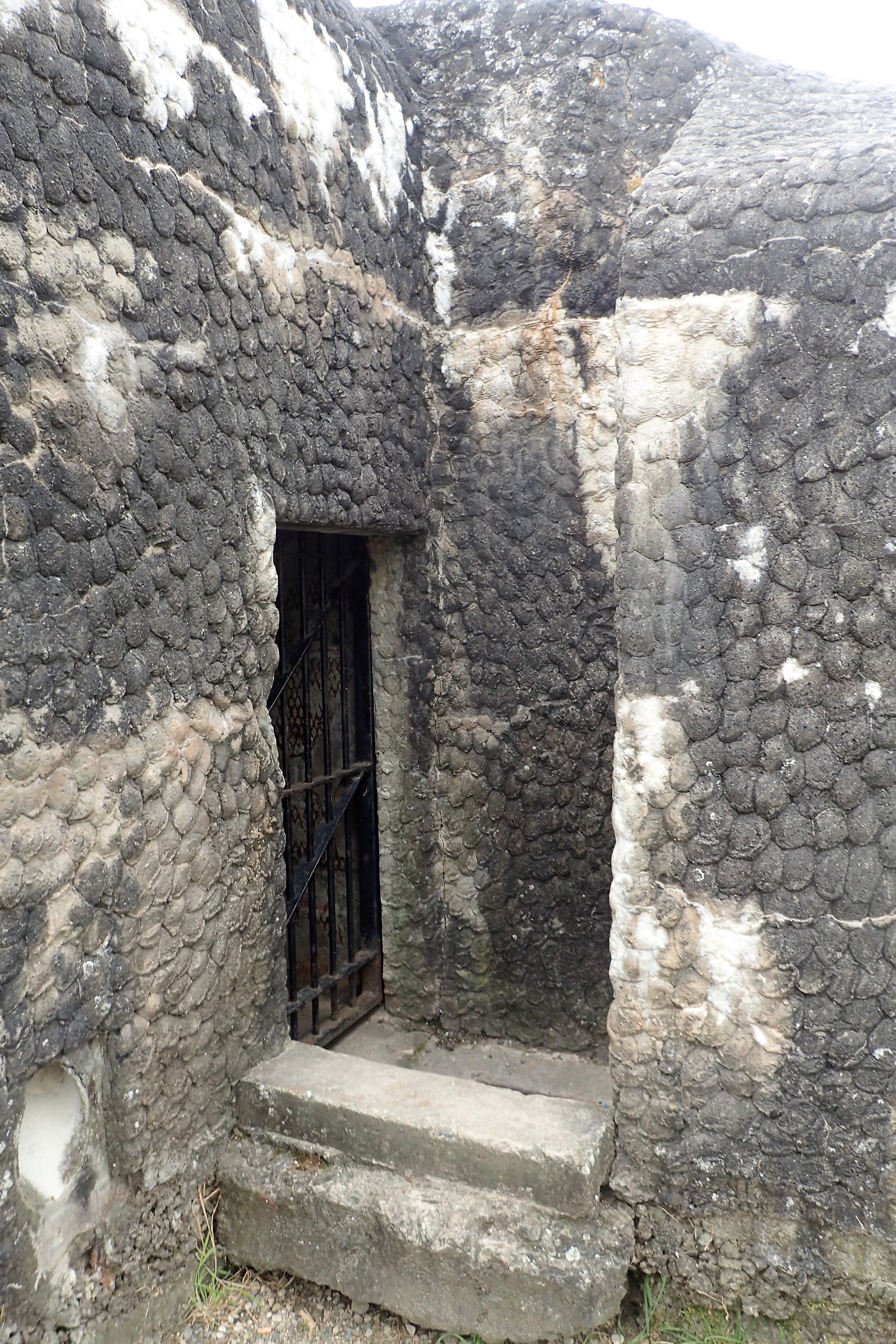

### De bunkerweide
Eind jaren 1990 werden de bunkers aan gekocht door de gemeente Roosdaal. De site waarop bunker Ni9 is gelegen werd opgenomen in een cultuurhistorische wandelweg. In 1999 diende naar aanleiding van de prijskamp "Milleniumbomen" Johnny van Hee en Marc Nieuwborg een ontwerp in voor de inrichting van de site.  Het ontwerp ‘Bomenstructuur op weide met bunker’ is  geïnspireerd door de Keltische cultuur: een soort van natuurlijke kathedraal, waarin een dubbele bomencirkel een gewelf van bladeren vormt waarin het bladerdak een koepel vormt waaronder de bezoeker rust en zelfs contemplatie kan vinden volgens de ontwerpers. Het ontwerp werd bekroond met de tweede prijs.

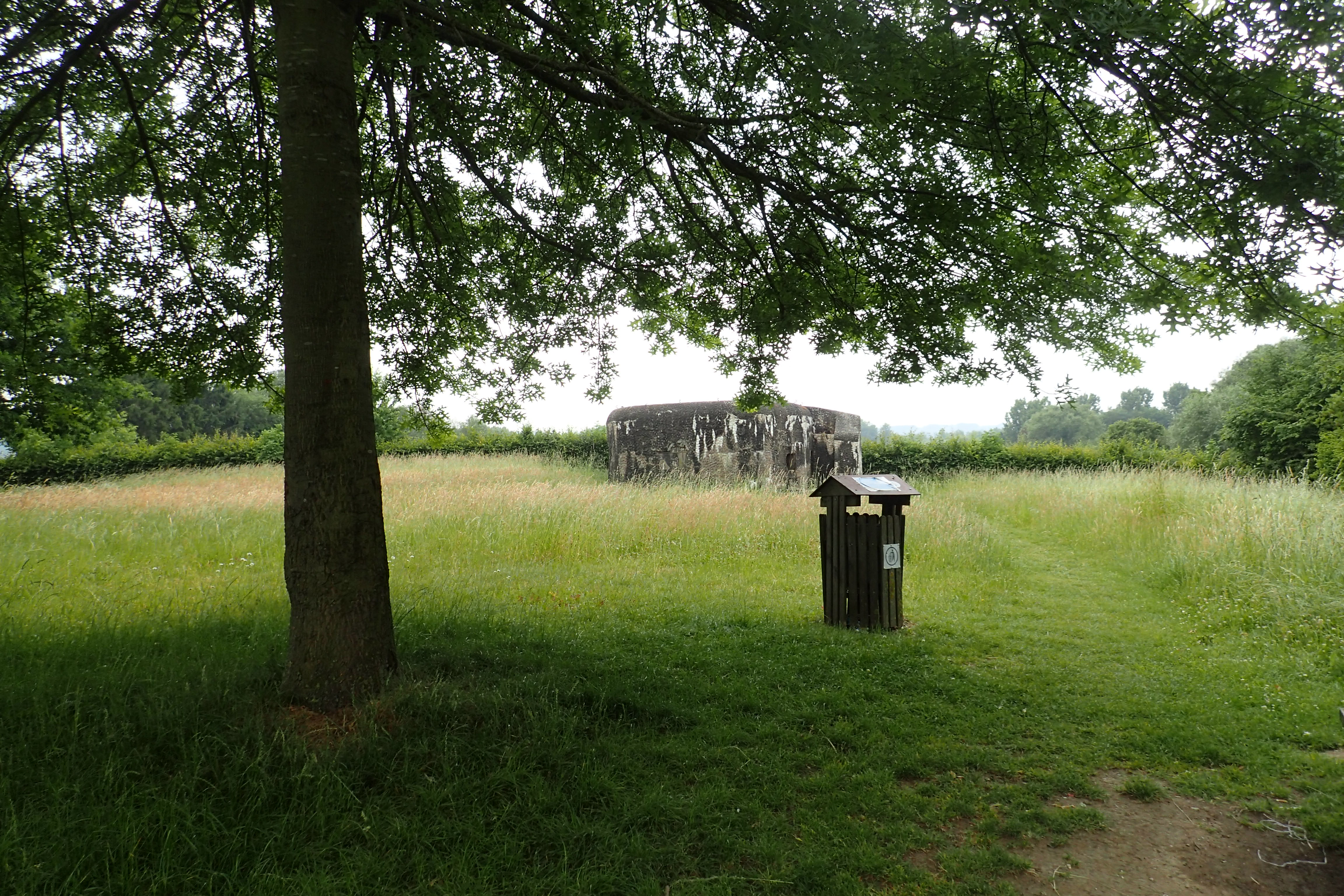
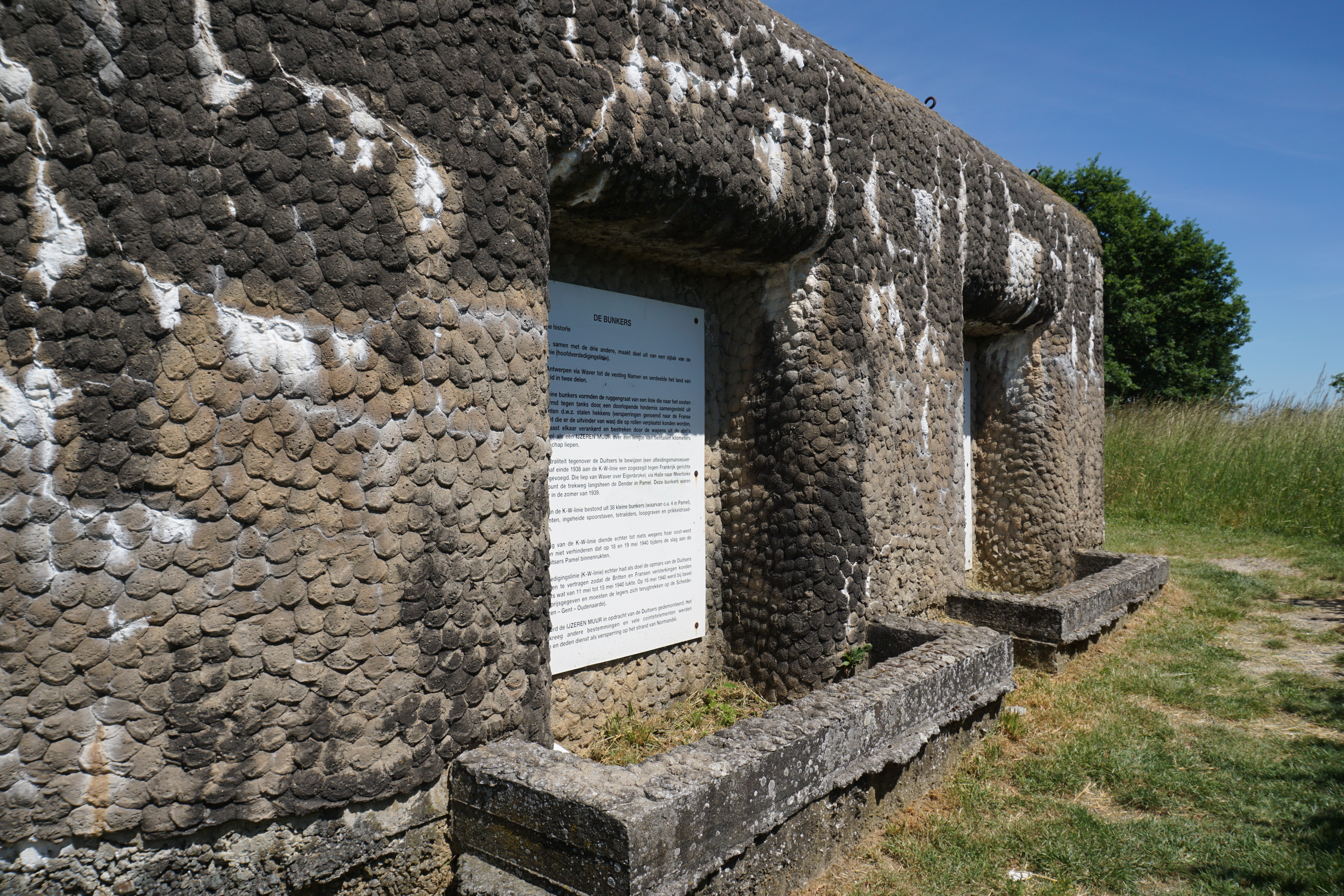
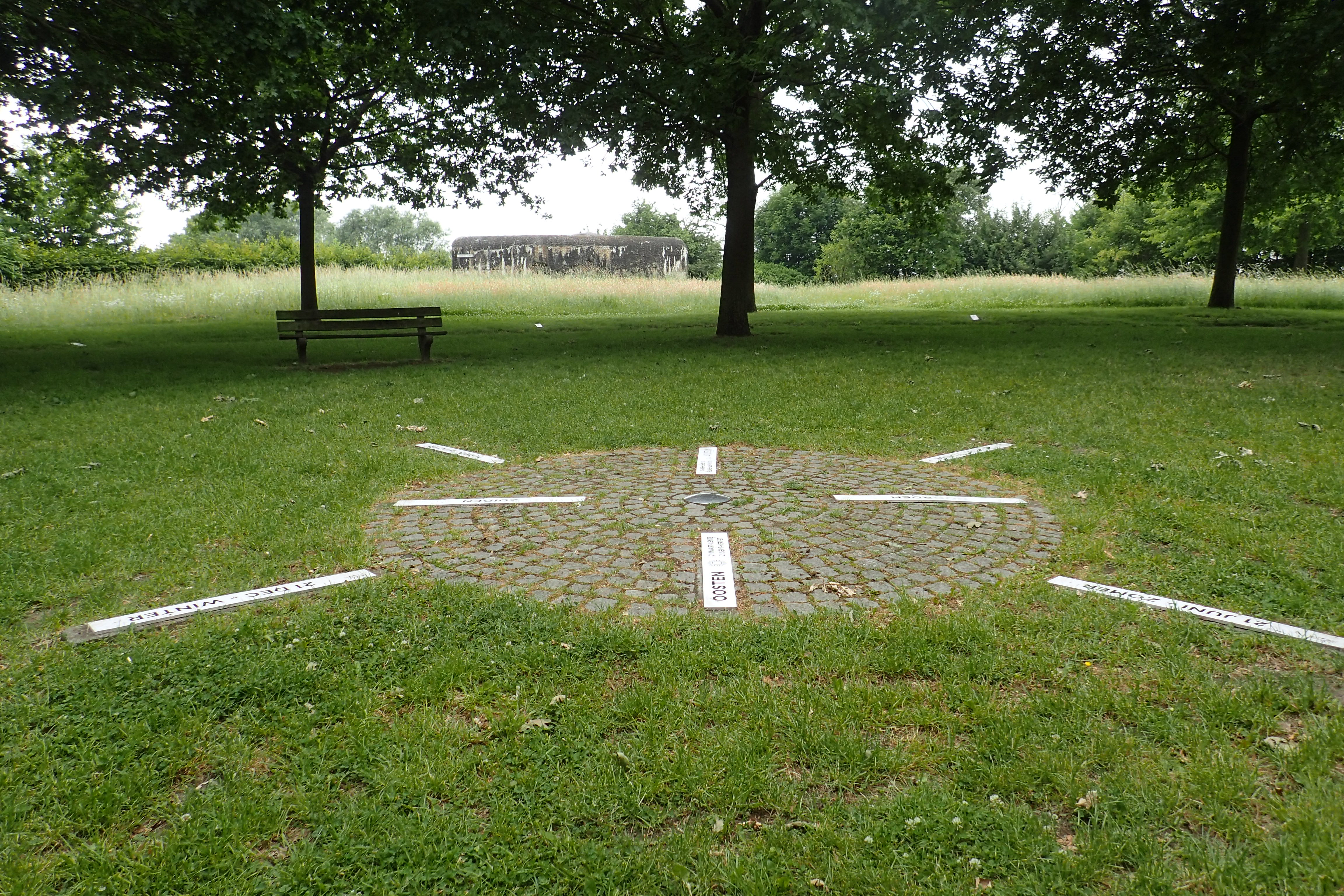
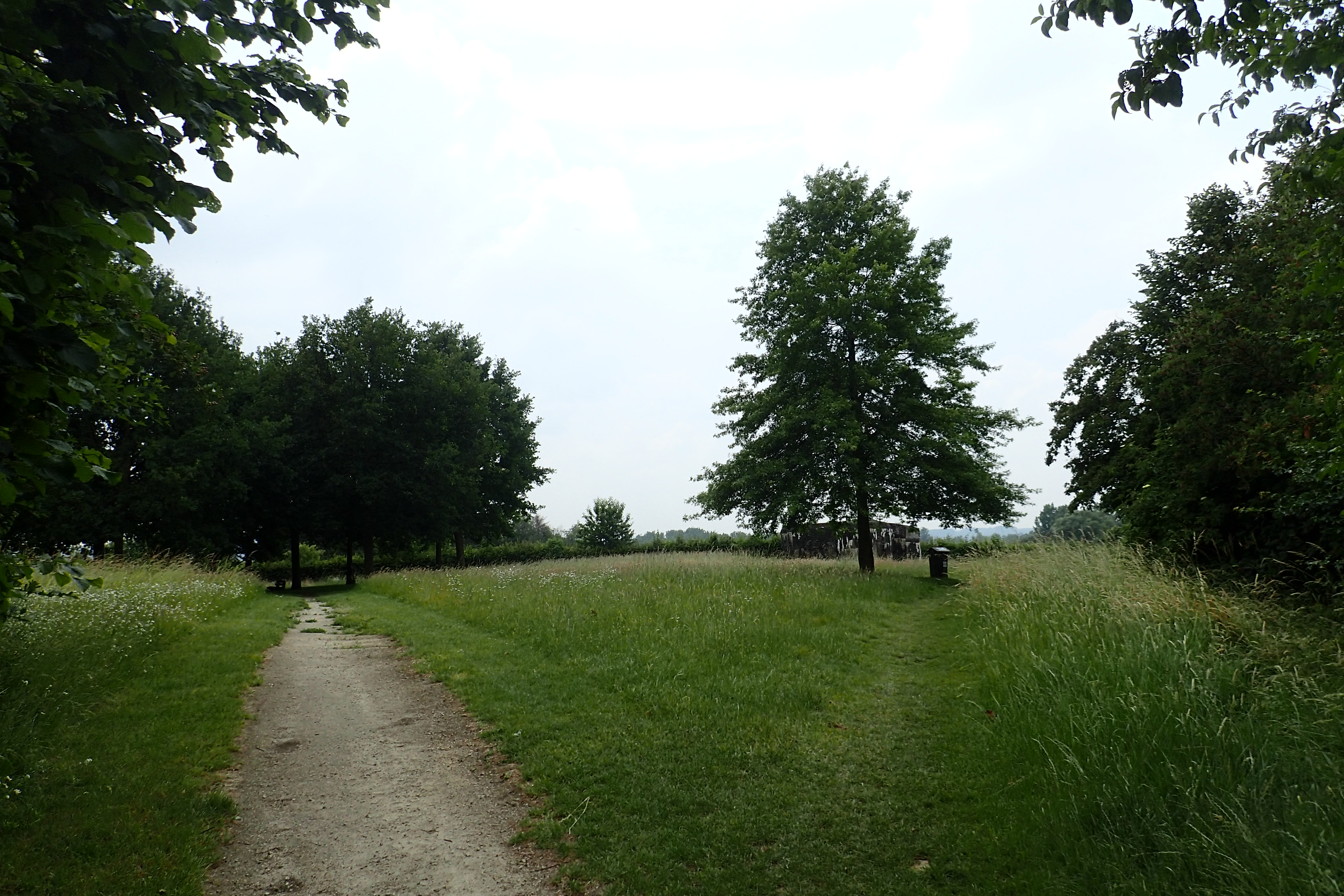
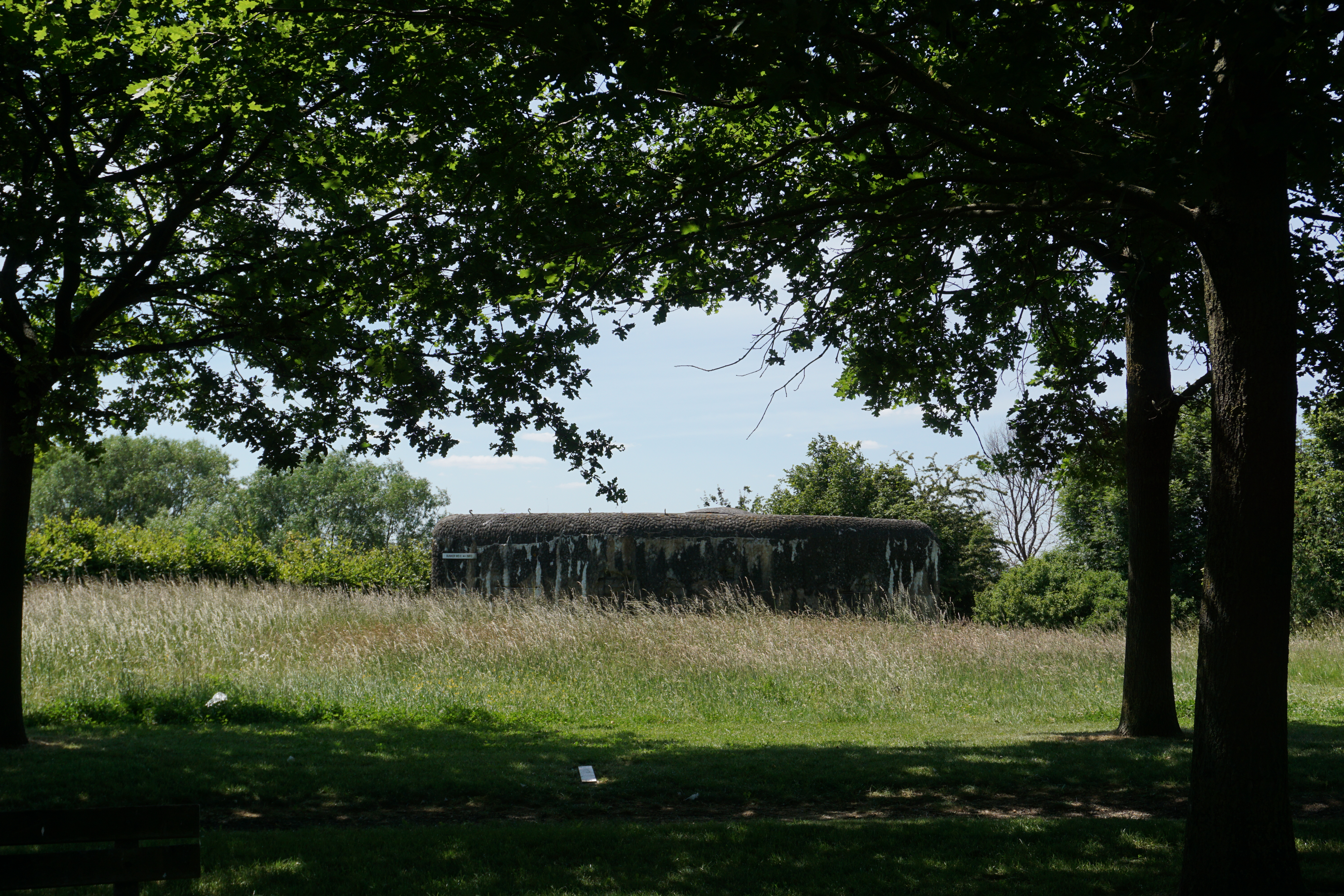
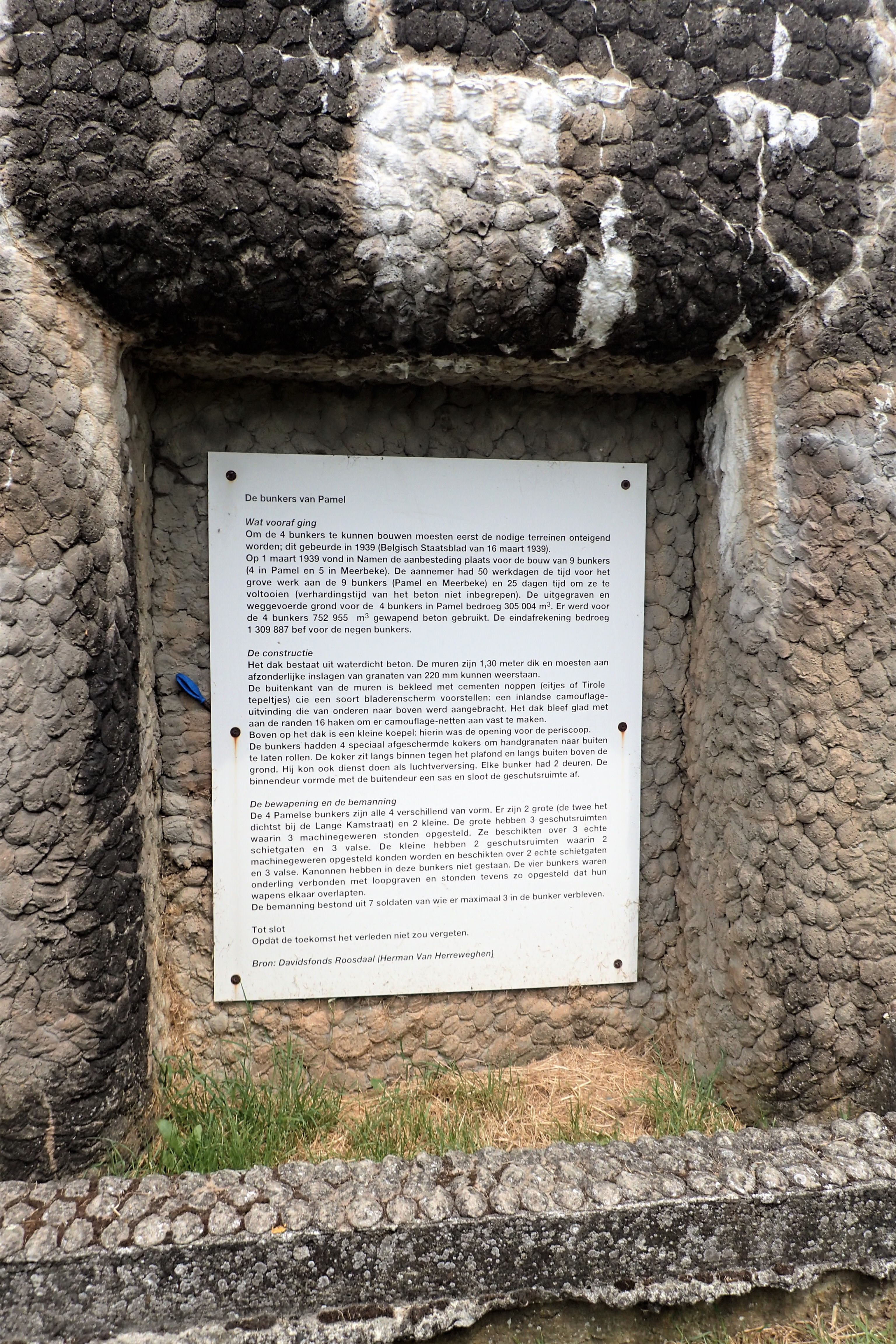
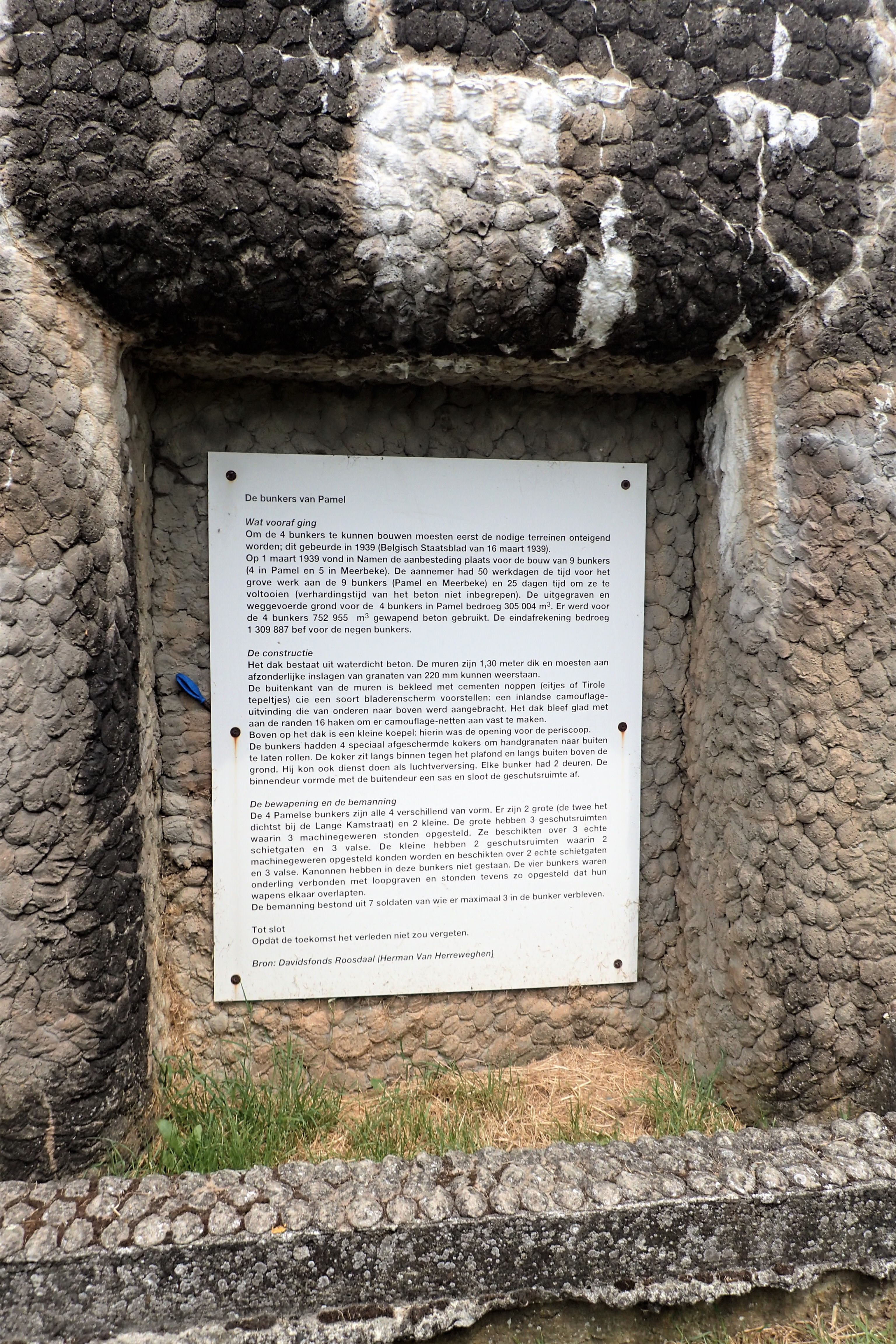